# 애프터매스 (2017년 영화)
《애프터매스》(영어: Aftermath 2017)는 2017년 4월 7일 개봉한 미국의 스릴러 영화이다. 엘리엇 레스터가 연출을, 하비에르 구욘이 각본을 맡았다. 2002년 위버링겐 공중 충돌 사고에서 영감을 얻었다. 대한민국에서는 2018년 4월 19일 개봉하였다.

## 줄거리
고도 8천 피트 비행기 충돌! 탑승객 271명 전원 사망!
건설 현장 작업반장 로먼은 우크라이나에서 오게 된 아내와 임신한 딸을 마중하러 공항에 나간다.
한편 관제사 제이컵은 생각하지 못한 실수로 비행기 두 대가 충돌하는 최악의 항공 사고를 일으킨다.
가족을 잃은 로먼과 패닉에 빠진 제이컵 두 남자의 돌이킬 수 없는 불행이 시작되는데...

## 출연
- 아널드 슈워제네거 - 로먼 멜닉 역
- 스쿠트 맥네리 - 제이컵 역
- 매기 그레이스 - 크리스티나 역
- 주다 넬슨 - 새뮤얼 역
- 글렌 모샤워 - 맷 역
- 해나 웨어 - 테사 역
- 모 맥레이 - 사브 역
- 마틴 도너번 - 로버트 역
- 래리 설리번 - 제임스 굴릭 역
- 마리아나 클라베노 - 이브 역
- 케빈 지거스 - 존 굴릭 역
- 루이스 풀먼 - 성장한 새뮤얼 역
- 테리 클라크 린든 - 항공사 관리자
- 제이슨 매큔 - 토머스 역